# Раденко Станковић
Раденко Станковић (Лесковица, 26. април 1880 — Београд, 5. децембар 1956) био је српски и југословенски лекар-кардиолог, оснивач и професор Медицинског факултета у Београду, сенатор, министар просвете за време владавине краља Александра I и краљевски намесник малолетног краља Петра II Карађорђевића.

## Биографија
Рођен је у банатском селу Лесковица, на левој обали Нере, код Беле Цркве. У Новом Саду је завршио Српску велику гимназију. Медицинске науке је студирао у Будимпешти, Инзбруку и Бечу, где је и докторирао 1903. године. До 1906. године био је у Бечу асистент проф. Хермана Нотнагела и др Карла Ландштајна.
Од 1906. до 1920. имао је у Загребу приватну ординацију. У то време укључио се у рад Српског привредног друштва Привредник у Загребу где је био члан управе. Знатна је била његова улога за време ослобођења у Народном вијећу, где је био повереник за социјалну политику. По преласку у Београд на новооснованом Медицинском факултету изабран је за ванредног професора интерне пропедеутике 1921. године. Школске 1921/22. био је на студијском путовању по САД. По повратку изабран је за шефа Интерне пропедеутичке клинике, у којој је инсталирао први ЕКГ апарат у Србији.
Редовни професор и лични лекар краља Александра био је од 1929. године Клинику је, пошто је именован за сенатора, напустио у другој половини 1932. године.
Почетком 1934, накратко је био министар просвете. Након убиства краља Александра I, октобра 1934. године, именован је за краљевског намесника малолетног краља Петра II Карађорђевића, заједно са кнезом Павлом Карађорђевићем и Ивом Перовићем. Власт је у суштини припала Павлу Карађорђевићу, јер су друга двојица чланова Намесништва сведена на „присутне грађане“. На месту намесника, кнез Павле је остао све до пуча 27. марта 1941. године, када је отишао у изгнанство. На имању у близини чортановачког тунела је изградио замак.
Био је присутан на седници Крунског савета, 6. марта 1941. где је донета одлука да Краљевина Југославија приступи Тројном пакту уз одређене услове. Намесник Станковић се на седници залагао за „симболичан рат“ против Немаца, што је значило да краљ и влада са 100.000 војника треба да се пробију у Грчку и придруже британским војним снагама. Овај његов предлог је одбијен од осталих учесника седнице. На седници је дошло до судбоносног избора између рата и пакта. На крају се приступило гласању, где су се сви једногласно сложили да се пакт прихвати уз одређене услове.
Два дана после потписивања протокола о приступању Краљевине Југославије Тројном пакту у дворцу Белведере 25. марта 1941. године, група високих југословенских официра је извела војни удар, збацила владу и Намесништво, ухапсила премијера Драгишу Цветковића и остале министре, прогласила краља Петра II Карађорђевић за пунолетног и предала му власт.
Дана 27. марта, око 7 увече, кнез-намесник Павле Карађорђевић, са осталом двојицом намесника др Раденком Станковићем и др Ивом Перовићем, потписао је оставку.
По већ опробаном моделу муњевитог рата, Немачка је напала Краљевину Југославију без објаве рата 6. априла изјутра.
После окупације Краљевине Југославије 1941. године, Немци су ухапсили др Станковића и одвели га у Аустрију, покушавајући да га наговоре да формира српску владу, што је он одбио. У Аустрији је остао годину дана. По повратку у Београд је пензионисан, а у кућном притвору се налазио до краја рата.
Окружни суд у Београду осудио је 1949. године др Станковића на 12 година затвора, губитак свих грађанских права и конфискацију целокупне имовине. Казну је издржао у затвору у Сремској Митровици из којег је пуштен 1956. (или 1953.) године, тешко болестан. Преминуо је децембра исте године.
Рехабилитован је 18. децембра 2006. године одлуком Окружног суда у Београду Рех. бр. 24/06.
Др Станковић је био масон. Његов син био је вајар Радета Станковић.